# Berta Alves de Sousa
Berta Alves de Sousa (Liège, Bèlgica, 8 d'abril de 1906 - Porto, 1 d'agost de 1997) fou una pianista i compositora portuguesa i una de les primeres dones a dirigir una orquestra a Portugal.

## Biografia
Berta Cândida Alves de Sousa va néixer a Liège, Bèlgica, i va créixer a Portugal en la ciutat de Porto. Venia d'una família culta, la qual cosa li va permetre contactar amb escriptors, músics i pintors eminents. La seva germana fou la violinista Leonor Alves de Sousa, coneguda també com a Leonor de Sousa Prado, una bona intèrpret que va rebre classes puntuals del violinista, compositor i director d'orquestra barceloní Joan Manén.
Va estudiar música amb Moreira de Sá, Luís Costa, Lucien Lambert i Claudio Carneyro en el Conservatori de Música de Porto. Va continuar els seus estudis a París i va rebre classes de piano de Wilhelm Backhaus i Theodor Szántó i de composició de George Mingot. També va estudiar composició en Lisboa amb José Viana da Motta i direcció d'orquestra amb Clemens Krauss a Berlín i amb Pedro de Freitas Branco a Lisboa.
Després de concloure els seus estudis, Alves de Sousa va començar a treballar en el Conservatori de Música de Porto en 1946, com a professora de música de cambra (més tard ella va ser nomenada presidenta de la institució) i va actuar com a pianista, acompanyant i organitzadora de concerts. Destaquen les presentacions que va fer amb Guilhermina Suggia, François Broos i Rui de Lacerda. El 1950 va dirigir l'Orquestra Simfònica de Porto esdevenint una de les primeres dones a conduir orquestres a Portugal. Va dirigir també l'Orquestra de Música Lleugera de la Ràdio Nacional portuguesa.
També va treballar com a crítica musical al diari O Primeiro de Janeiro, de Porto.
Al llarg de la seva carrera va treballar amb Fernando Lopes-Graçia, Bernardo Moreira de Sá i Maria Clementina Pires de Lima.
Alves de Sousa va morir a Porto el 1997. El seu fons documental es conserva al Conservatori de Música de Porto.

## Premis i homenatges
- 1941 - Va guanyar el Premi de Moreira de Sá, promogut per l'Orfeão Portuense[2][10]

- 1969 - És homenatjada pel Conservatori de Música de Porto[8][14]

- 1989 - Medalla del Mèrit de la Ciutat de Porto[15]

El seu nom consta en la toponímia de la ciutat de Porto.

## Obra
Alves de Sousa va compondre música de cambra, música coral religiosa i obres simfòniques. Va experimentar també amb la Simetria Sonora, un mètode desenvolupat pel compositor Fernando Corrêa d'Olivera. El seu treball segueix una línia impressionista, tot emprant diverses vegades la politonalitat.
Entre les seves obres es troben:
- Alfabeto em música[18]
- Teixeira de Pascoaes
- Há no Meu Peito uma Porta, canto e piano
- Canção Marinha
- Três Prelúdios[19]
- Tremor de terra
- Canção de Embalar com versos de Pinto Machado[20]
- Berceuse, Dança exótica
- Scherzo-marcha – música de cambra
- Avé Maria
- Poema Sinfónico “Vasco da Gama”
- São João de Landim – cor

En algunes de les obres va buscar la seva inspiració en la cultura popular i al folklore portuguès:
- Rosa d’Alexandria
- Variações sobre um cantar do povo
- Variações sobre uma cantiga alentejana

### Discografia
Els enregistraments seleccionats inclouen: 
- Compositors de Porto del Segle XX, Cant i Piano
- Numérica 1999, Sofia Lourenço, Compositors Portuguesos Contemporanis[21]